# Cidade Dutra

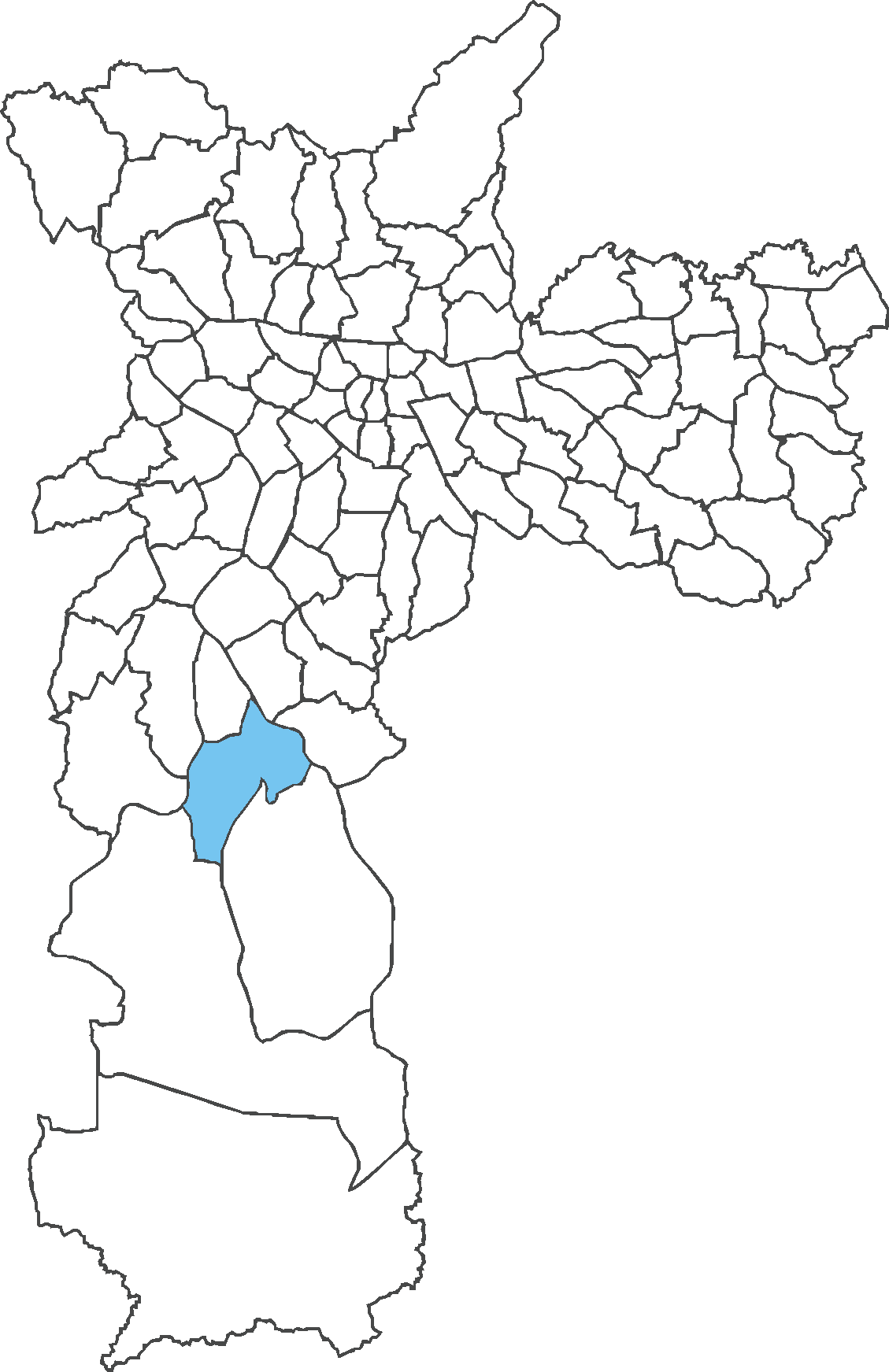
Localisation du district Cidade Dutra de São Paulo.

Cidade Dutra est un district de classe moyenne appartenant à la mairie régionale de Capela do Socorro, situé dans la région sud de la municipalité de São Paulo, au Brésil.

## Histoire
L'histoire du district commence au milieu des années 1930, lorsqu'un groupe d'hommes d'affaires dirigé par Luís Romero Samson crée la société Auto Estrada S/A. L'objectif était de construire une connexion entre São Paulo et l'ancienne municipalité de Santo Amaro, dont faisait partie le quartier de Cidade Dutra.
Parallèlement à cet objectif, d'autres projets sont devenus connus sous le nom de « Projeto Interlagos ». Les avenues Washington Luis et Interlagos, l'aéroport de Congonhas et la « Ville Satellite d'Interlagos », composée d'un hôtel, d'une église et d'un hippodrome, dans des zones destinées à un usage résidentiel, commercial et industriel. La construction de l'autoroute vers Santo Amaro a commencé en 1927 et s'est achevée en 1933. Le parcours total était de 14 kilomètres, partant de l'Avenue Brigadeiro Luís Antônio jusqu'au péage de Vila Sophia, près de Chácara Flora, et en 1940, une variante a été construite vers le barrage, qui donnait un accès exclusif à la ville satellite d'Interlagos et au autodrome, maintenant connue sous le nom d'avenue Interlagos.
La société Auto Estradas S/A a négocié de grandes étendues de terrain avec les propriétaires des terres qui seraient coupées et, par conséquent, ont bénéficié de la construction de l'autoroute, accumulant des actifs immobiliers considérables, valorisés avec la mise en œuvre de leurs propres projets.
Parallèlement aux activités de la société Auto Estradas, en 1904, la société Light and Power est créée avec les mêmes partenaires que la société canadienne São Paulo Tramway, Light and Power Company qui exploite les services de production et de distribution d'électricité et les services de tramways électriques de la ville de São Paulo, une révolution à l'époque où il n'y avait que des tramways tirés par des ânes. Entre 1900 et 1930, Light São Paulo a réalisé de nombreux travaux pour étendre les services d'électricité dans la capitale de São Paulo et les municipalités voisines, en construisant en 1908 le réservoir de Guarapiranga et des centrales hydroélectriques, comme Edgar de Souza et Rasgão, situées dans la rivière Tietê, à Santana de Parnaíba, à 40 kilomètres de la capitale.
Plus tard, dans les années 1940, Light São Paulo était également responsable du redressement de la rivière Tietê, de la rivière Pinheiros et de la construction du réservoir Billings et de la centrale hydroélectrique Henry Borden. En tant que propriétaire à l'époque des barrages de Billings et de Guarapiranga, Light and Power a acquis des terrains appartenant à Auto Estradas S/A, dans le but de répondre à la demande de logements de ses employés, dont la construction a été financée par la Caixa de Aposentadoria e Pensões dos Servidores Públicos em São Paulo. Le 25 janvier 1949, la construction de 500 maisons prévues débute, dont 437 sont achevées et livrées le 1er juillet 1950, presque toutes déjà habitées par des employés de Companhia de Gás, Companhia Telefônica, "Light" et des employés de Caixa même, toutes construites sur des rues pavées, avec électricité, eau courante et égouts. À 16 heures ce jour-là, en présence des autorités fédérales et étatiques, la Cidade Previdenciária Presidente Dutra, nommée en l'honneur du président de l'époque Eurico Gaspar Dutra, a été inaugurée, donnant naissance au quartier, qui deviendra plus tard le district de Cidade Dutra.
Au début, la distance a laissé le quartier isolé, mais des lignes de bus ont été créées qui ont entraîné dans leur sillage la formation d'autres quartiers, faisant de Cidade Dutra un pôle de développement de l'extrême de la Zone Sud. D'autres quartiers voient le jour grâce à la spéculation immobilière, sans aucun souci d'urbanisme. Le commerce commence à se former autour des arrêts de bus, créant des points d'agglomérations qui s'étendent progressivement le long des routes principales.

## Infrastructure
Dans le quartier se trouve l'Autodrome José Carlos Pace, également connu sous le nom d'Autodrome d'Interlagos, où, depuis 1989, se déroule le Grand Prix du Brésil de Formule 1, en plus d'autres compétitions automobiles. Le district borde Pedreira, Grajaú, Parelheiros, Jardim São Luís, Socorro et Campo Grande. Il est desservi par deux gares de la Companhia Paulista de Trens Metropolitanos : la gare d'Autódromo, située à six cents mètres de l'autodrome d'Interlagos et la gare de Primavera-Interlagos, située à l'intersection de l'avenue Presidente João Goulart et de la rua Jequirituba.
Également situé dans le quartier se trouve le SESC Interlagos, un lieu de divertissement de 500 000 mètres carrés, avec des courts, des barbecues, des piscines et beaucoup de verdure et le Clube de Campo de São Paulo, situé dans le quartier de Vila São José. Elle est traversée par l'avenue Senador Teotônio Vilela, qui est desservie par le Couloir Parelheiros-Rio Bonito-Santo Amaro, principal accès de la région à Santo Amaro.
Malgré la date historique de fondation, le district célèbre officiellement son anniversaire le 24 janvier et en 2015, il a achevé 66 ans de formation.

## Quartiers
- Chácara Meyer
- Chácara Monte Sol
- Cidade Dutra
- Conjunto Residencial Salvador Tolezani
- Granja Nossa Senhora Aparecida
- Interlagos (bairro de São Paulo)
- Jardim Alpino
- Jardim Amélia
- Jardim Ana Lúcia
- Jardim Angelina
- Jardim Beatriz
- Jardim Bichinhos
- Jardim Bonito
- Jardim Clipper
- Jardim Colonial
- Jardim Cristal
- Jardim Cruzeiro
- Jardim das Camélias
- Jardim das Imbuias
- Jardim das Praias
- Jardim do Alto
- Jardim Edilene
- Jardim Edith
- Jardim Floresta
- Jardim Graúna
- Jardim Guanabara
- Jardim Guanhembu
- Jardim Ícaraí
- Jardim Império
- Jardim Iporanga[7][9]
- Jardim Jordanópolis[10][12]
- Jardim Kika
- Jardim Kioto
- Jardim Lallo
- Jardim Leblon
- Jardim Mália
- Jardim Marcel
- Jardim Maria Rita
- Jardim Maringa
- Jardim Nizia
- Jardim Orion
- Jardim Panorama
- Jardim Pouso Alegre
- Jardim Presidente[13][15]
- Jardim Primavera
- Jardim Progresso
- Jardim Quarto Centenário
- Jardim Real
- Jardim Rêgis
- Jardim Represa
- Jardim República
- Jardim Rio Bonito
- Jardim Rosalina
- Jardim Samambaia
- Jardim Santa Rita
- Jardim São Benedito
- Jardim São Rafael
- Jardim Satélite
- Jardim Toca
- Parque Alto do Rio Bonito
- Parque Atlântico
- Parque das Árvores
- Parque do Castelo
- Parque Esmeralda
- Parque Nações Unidas
- Parque Paulistinha
- Recanto dos Sonhos
- Rio Bonito
- Terceira Divisão de Interlagos
- Vila da Paz
- Vila Diana
- Vila Progresso[17]
- Vila Quintana[18]
- Vila Represa
- Vila Rubi
- Vila São José
- Vila Vera[19]